# Instruments of Chaos starring Young Indiana Jones
 (septembre 2015).
Instruments of Chaos starring Young Indiana Jones est un jeu vidéo d'action développé et édité par Sega sur Mega Drive, sorti en 1994. Il est basé sur la série télévisée Les Aventures du jeune Indiana Jones. Malgré le fait qu'il appartienne à la licence Indiana Jones, ce jeu fut attaqué par les critiques et les joueurs à cause de ses bugs, ses incohérences, sa difficulté, sa musique hors-sujet et sa mauvaise maniabilité au niveau de l'utilisation des armes (en particulier le fouet). Une autre incohérence du jeu est que le joueur peut accéder directement au dernier niveau même s'il n'a pas réussi tous les niveaux préliminaires.

## Système de jeu
Ce jeu est un jeu de plateforme où on incarne Indiana Jones qui voyage aux quatre coins du monde (Londres, Tibet, Inde, Égypte et Berlin) pour empêcher les nazis de récupérer de nouvelles armes destinés à équiper un dirigeable. Le paradoxe de ce jeu est que, même si le joueur réussit à récupérer toutes les armes avant les nazis, dans le dernier niveau (Berlin) il trouvera tout de même toutes les armes installés sur le dirigeable allemand qu'il faut détruire.

### Sources à lier
- Sega Visions (en), Issue 16 (December/January 1994) : une preview ;
- Mega Play, Issue 11 (August 1992) : une preview ;
- Mega (en), Issue #21 (June 1994), noté 50/100 ;
- Sega Pro (en), Issue #33 (June 1994) , noté 39/100 ;
- Super GamePower, n°2, Maio 1994, noté 3.3/5 ;
- Mega Force, noté 30%.